# Balrothery
Balrothery (in irlandese: Baile an Ridire  che significa "città del cavaliere") è una cittadina nella contea di Fingal, in Irlanda.